# Airapus rugulopunctatus
Airapus rugulopunctatus är en skalbaggsart som beskrevs av Jan Krikken 1970. Airapus rugulopunctatus ingår i släktet Airapus och familjen Aphodiidae. Inga underarter finns listade i Catalogue of Life.